# Ruffino d'Assisi
Ruffino d'Assisi, également connu sous le nom Ruffino Bartolucci, Ruffino Bartolucci d'Assisi ou Fra Ruffin, né vers 1490 et mort en ou après 1532, est un frère franciscain, compositeur italien de la Renaissance, et le premier à avoir exploré le style polychoral vénitien.

## Biographie
Ruffino d'Assisi naît vers 1490, peut-être à Assise, d'où son nom. Frère rattaché à l'ordre des Franciscains, il est documenté à Padoue, où il est maître de chapelle à la cathédrale entre 1510 et 1520. Il est ensuite employé à la basilique Saint-Antoine de Padoue jusqu'en 1525. Rattaché à la cathédrale de Vicence à partir de 1525, il retourne ensuite à la basilique Saint-Antoine, où il est documenté jusqu'en 1532.
Entre 1537 et 1539, il fut le gardien du Sacro Convento d'Assise.
La dernière nouvelle connue est qu'en 1539 il fut envoyé au chapitre de Vérone.
Sa date de décès est donc postérieure à 1539.

## Évaluation
Compte tenu des éloges et des compensations qui lui sont accordées par la cathédrale de Padoue, Rufino était probablement un bon organisateur de l'école de chant.
Son influence est significative sur les compositeurs ultérieurs, ses élèves à Padoue, dont Francesco Santacroce (it), qui hérita de son style novateur notamment pour la diffusion du « coro spezzato », à tel point que Rufino est considéré comme le véritable premier inventeur de cette technique.

## Œuvre
Son œuvre connue comprend :
- une messe ;
- deux motets ;
- neuf psaumes ;
- trois morceaux profanes, dont un madrigal commençant par Non finsi mai d'amarte, figure sur une sanguine du Parmigianino[2].